# 有限生成阿貝爾群
在抽象代數中，阿貝爾群 {\displaystyle (G,+)} 被称为有限生成的，如果 {\displaystyle G} 有一個有限子集 {\displaystyle x_{1},\dots ,x_{s}} 使得所有 {\displaystyle G} 中的元素 {\displaystyle x} 可以寫為如下形式
{\displaystyle x=n_{1}x_{1}+n_{2}x_{2}+\dots +n_{s}x_{s}}
其中 {\displaystyle n_{1},\dots ,n_{s}} 都是整數。在這種情況下，我們稱集合 {\displaystyle \{x_{1},\dots ,x_{s}\}} 為 {\displaystyle G} 的生成集，或稱 {\displaystyle x_{1},\dots ,x_{s}} 生成了 {\displaystyle G} 。
显然，所有有限阿貝爾群都是有限生成的。有限生成的阿貝爾群的結構相當簡單，并可以被完全地分類。

## 例子
- 整數集 {\displaystyle (\mathbb {Z} ,+)} 是有限生成阿貝爾群。
- 整數模以 n {\displaystyle \mathbb {Z} _{n}} 是有限生成阿貝爾群。
- 有限多個有限生成阿貝爾群的直和也是有限生成阿貝爾群。

有理數集的群 {\displaystyle (\mathbb {Q} ,+)} 不是有限生成的：如果有理數 {\displaystyle x_{1},\dots ,x_{s}} 生成 {\displaystyle \mathbb {Q} } ，選取一個與所有分母互素的自然數 {\displaystyle w}； {\displaystyle 1/w} 不能被  {\displaystyle x_{1},\dots ,x_{s}} 生成。

## 分類
有限生成阿貝爾群的基本定理（它是在主理想整環上的有限生成模的結構定理的特殊情況）可以用兩種方式陳述（類似於PID）:

### 基礎分解(elementary divisors)
主分解公式生成任何有限生成阿貝爾群 G 同構於準素循環群和無限循環群的直和。準素循環群是其階是素數的冪的群。就是說，所有這種群同構於如下形式之一
{\displaystyle \mathbb {Z} ^{n}\oplus \mathbb {Z} _{q_{1}}\oplus \cdots \oplus \mathbb {Z} _{q_{t}}}
這里的秩 n ≥ 0，并且數 q1,...,qt 是（不必需不同的）素數的冪。特別地，{\displaystyle G} 是有限群當且僅當 {\displaystyle n=0} 。n, q1,...,qt 的值（差一個指標的重排）唯一確定自 G。

### 不變量因子分解(invariant factors decomposition)
我們可以寫任何有限生成阿貝爾群 {\displaystyle G} 為如下形式的直和
{\displaystyle \mathbb {Z} ^{n}\oplus \mathbb {Z} _{k_{1}}\oplus \cdots \oplus \mathbb {Z} _{k_{u}}}
這里的 k1 整除 k2，而它又整除 k3 如此直到 ku。還有，n 的秩和不變量因子 k1,...,ku 唯一的確定自 G（這里帶有唯一次序）。

### 等價
這些陳述是等價的，因為中國剩馀定理聲稱 Zm 同構於 Zj 和 Zk 的直和，當且僅當 j 和 k 互質并且 m = jk。

## 例子
在這裡提供幾個簡單的例子作為參考

### EX1: 找出所有階為20的阿貝爾群
首先可以將階數質因數分解 {\displaystyle 20=2^{2}*5^{1}}
注意到指數有2以及1，先注意到2，2的整數分解有兩種，即 { 2 } , { 1,1 }  而 1 的整數分解只有一種即 , { 1 }
所以20階的阿貝爾群的基礎分解即為  {\displaystyle \mathbb {Z} _{4}\oplus \mathbb {Z} _{5}}，{\displaystyle \mathbb {Z} _{2}\oplus \mathbb {Z} _{2}\oplus \mathbb {Z} _{5}}

### EX2:找出所有階為72的阿貝爾群
注意到{\displaystyle 72=2^{3}*3^{2}}，然後看到3有三種分解, 即 { 3 } , { 2,1 }, { 1,1,1 } , 而2的整數分解有兩種，即 { 2 } , { 1,1 } 
所以72階的阿貝爾群的基礎分解即為
{\displaystyle \mathbb {\mathbb {Z} } _{8}\oplus \mathbb {\mathbb {Z} } _{9}}， {\displaystyle \mathbb {\mathbb {Z} } _{8}\oplus \mathbb {\mathbb {Z} } _{3}\oplus \mathbb {\mathbb {Z} } _{3}}，{\displaystyle \mathbb {\mathbb {Z} } _{2}\oplus \mathbb {\mathbb {Z} } _{4}\oplus \mathbb {\mathbb {Z} } _{9}}，{\displaystyle \mathbb {\mathbb {Z} } _{2}\oplus \mathbb {\mathbb {Z} } _{2}\oplus \mathbb {\mathbb {Z} } _{2}\oplus \mathbb {\mathbb {Z} } _{9}}， {\displaystyle \mathbb {\mathbb {Z} } _{4}\oplus \mathbb {\mathbb {Z} } _{2}\oplus \mathbb {\mathbb {Z} } _{3}\oplus \mathbb {\mathbb {Z} } _{3}}，{\displaystyle \mathbb {\mathbb {Z} } _{2}\oplus \mathbb {\mathbb {Z} } _{2}\oplus \mathbb {\mathbb {Z} } _{2}\oplus \mathbb {\mathbb {Z} } _{3}\oplus \mathbb {\mathbb {Z} } _{3}}

## 证明
设{\displaystyle g_{1},g_{2},\cdots ,g_{k}}是G的具有最小基的生成元，我们称如下关系是非平凡的
{\displaystyle n_{1}g_{1}+n_{2}g_{2}+\cdots +n_{k}g_{k}}
如果{\displaystyle n_{i}}不全为0。

记
{\displaystyle m_{1}g_{1}+m_{2}g_{2}+\cdots +m_{k}g_{k}\qquad \qquad (1)}
为所有非平凡关系中具有最小正系数的关系，不失一般性，设{\displaystyle m_{1}}为最小的系数。对于任意关系
{\displaystyle n_{1}g_{1}+n_{2}g_{2}+\cdots +n_{k}g_{k}\qquad \qquad (2)}
我们有{\displaystyle m_{1}\mid n_{1}}，这是因为否则的话我们将有{\displaystyle n_{1}=m_{1}p+r,\ r<m_{1}}，所以将(1)式乘上p后减去(2)式我们将有{\displaystyle g_{1}}的系数为r小于{\displaystyle m_{1}}。

进一步我们有{\displaystyle m_{1}\mid m_{i}}，这是因为否则的话存在{\displaystyle m_{i}=m_{1}p+r}，这将有：
{\displaystyle m_{1}(g_{1}+pg_{i})+\cdots +rg_{i}+\cdots +m_{k}g_{k}}
与(1)式得最小性选择矛盾。因此我们有：
{\displaystyle m_{1}g_{1}+\cdots +m_{k}g_{k}=m_{1}(g_{1}-p_{2}g_{2}-\cdots -p_{k}g_{k})=m_{1}{\hat {g_{1}}}=0}
所以若
{\displaystyle n_{1}{\hat {g_{1}}}+n_{2}g_{2}+\cdots +n_{k}g_{k}=0}
那么必有{\displaystyle m_{1}\mid n_{1}}，特别的{\displaystyle n_{1}{\hat {g_{1}}}=0}。

将{\displaystyle g_{2},g_{3},\cdots ,g_{k}}生成的子群记为G'，所以G中的每个元素都可表示成
{\displaystyle n{\hat {g_{1}}}+a,\ a\in G'}
若存在{\displaystyle n_{1}{\hat {g_{1}}}+p_{1}=n_{2}{\hat {g_{1}}}+p_{2}}，我们将有关系
{\displaystyle (n_{1}-n_{2}){\hat {g_{1}}}+(p_{1}-p_{2})=0}
由上面的讨论我们知道{\displaystyle (n_{1}-n_{2}){\hat {g_{1}}}=0}，因此{\displaystyle n_{1}{\hat {g_{1}}}=n_{2}{\hat {g_{1}}}}且{\displaystyle p_{1}=p_{2}}。

所以{\displaystyle G=C_{\hat {g_{1}}}\oplus G'}这里{\displaystyle C_{\hat {g_{1}}}}为{\displaystyle {\hat {g_{1}}}}生成的循环群。所以通过归纳法我们即可得到原命题。

## 推論
不同陳述的基本定理說明了有限生成阿貝爾群是有限秩的自由阿貝爾群和有限阿貝爾群的直和，此兩者都是唯一（不別同構之異）。有限阿貝爾群就是 G 的撓子群。G 的秩定義為 G 的無撓部分的秩，這就是上面公式中的數 n。
基本定理的推論是所有有限生成無撓阿貝爾群是自由阿貝爾群。有限生成條件在這里是本質性的：Q 是無撓但非自由阿貝爾群。
有限生成阿貝爾群的所有子群和因子群也是有限生成阿貝爾群。有限生成阿貝爾群和群同態一起形成了阿貝爾范疇，它是阿貝爾群范疇的子范疇。

## 非有限生成阿貝爾群
注意不是所有有限秩的阿貝爾群都是有限生成的；秩-1 群 Q 就是一個例子，而Z2 的可數個復本的直和給出的秩-0 群是另一個例子。